# Cymbaline
Cymbaline és el sisè tema de l'àlbum More del grup britànic Pink Floyd, editat el 1969 com a banda sonora de la pel·lícula More de Barbet Schroeder, i és una de les més reeixides de l'àlbum.
En l'àlbum i en el film cantava David Gilmour criticant la indústria musical, amb línies com ara "el vostre gestor i agent estan ocupats al telèfon / venent fotografies en color a revistes". i evocant un malson que inclou una referència a doctor Strange, personatge de ficció popular en l'època per les influències psicodèliques i que ja havia sortit a la portada d'A Saucerful of Secrets. En la pel·lícula s'escolta en un tocadiscs d'una habitació i amb una lletra en part diferent que evoca l'Acord de Múnic de 1938 que acordà la incorporació dels Sudets a l'Alemanya nazi, i presenta un solo d'orgue més llarg. Fou un tema que va sonar bastant en els concerts que van fer entre 1969 i 1971, el primer any com a part de The Man and The Journey i després per ella sola, i va ser la cançó del disc que va sobreviure més temps en les presentacions en viu, donant lloc a llargues improvisacions.
La cançó ha estat versionada per la banda anglesa de rock espacial Hawkwind. La versió de reedició del CD del 1996 del seu àlbum de debut homònim (1970) inclou "Cymbaline" com la pista 13, a la secció de pistes extres. El flautista de jazz Hubert Laws va llançar una versió instrumental al seu àlbum de 1969 Crying Song. Una banda alemanya de rock progressiu anomenada RPWL va versionar la cançó amb el títol Nightmare al seu àlbum del 2016 RPWL Plays Pink Floyd's The Man and the Journey.

## Crèdits
- David Gilmour – guitarra, veu
- Roger Waters – baix
- Richard Wright – orgue, piano
- Nick Mason – bateria, percussions, bongo